# Puya joergensenii
Puya joergensenii är en gräsväxtart som beskrevs av Harry Edward Luther. Puya joergensenii ingår i släktet Puya och familjen Bromeliaceae.
Artens utbredningsområde är Ecuador. Inga underarter finns listade i Catalogue of Life.